# Onecoin
Onecoin (av företaget skrivet OneCoin) är ett ponzibedrägeri som utgav sig för att vara kryptovaluta. Onecoin var som mest aktivt i sin marknadsföring från 2015 till 2017. Verksamheten bedrevs av Onecoin Ltd., som grundades av Ruja Ignatova och Sebastian Greenwood. Det finns inga bevis som styrker att Onecoin är en faktiskt existerande kryptovaluta och de påståenden som kommer från Onecoin eller Onelife är antingen inte möjliga att verifiera eller ses som lögner.
Onecoins grundare har varit involverade i många liknande bedrägerier, däribland CRIT (Crypto Real Investment Trust), Bigcoin, Brilliant Carbon, Crypto888, Unaico, med flera. Grundarna har anhållits mellan 2017 och 2019. En av grundarna, svensken Sebastian Greenwood, dömdes i september 2023 av en amerikansk domstol till 20 års fängelse.
Onecoin har haft runt tre miljoner medlemmar i världen, varav runt 60 000 svenskar.
Företaget står sedan den 12 juli 2017 på Finansinspektionens varningslista.
Svenska Skatteverket gör bedömningen att Onecoin i grunden är ett pyramidspel.